# Hódzsóki
A Hódzsóki (japánul: 方丈記, 'Parányi kunyhómban', Hepburn-átírással: Hōjōki, 1212) Kamo no Csómei rövid írása, a japán esszé (zuihicu) műfajának klasszikusa (bizonyos tekintetben Thoreau több mint 600 évvel későbbi Waldenjének kísérteties mása). A két korszak, az udvari Heian-kor (794–1185) és a katonai Kamakura-kor (1185–1333) határán álló szerző félrevonul a rendkívül érzékletesen ábrázolt természeti csapások sújtotta fővárosból (az éhínség és döghalál leírása Akutagava Rjúnoszuke A vihar kapujában című novellájában visszhangzik tovább ugyanezen időkből), 3x3 méteres kunyhót épít magának a Kiotó alatti Hino-hegyen, s az egyszerű élet békéjéről elmélkedik hosszú éveken át, ám Amida-hívő buddhista remeteként még azért is megrója magát, hogy talán túlságosan élvezi ezt a spártai életmódot. „A tisztátalan szív vágyai nem akadályozzák-e megvilágosodásomat? Nem lelek választ a szívemben. Csak annyit tehetek, hogy, lehet, hiába, egyre mormolom magamban a Buddha nevét.” Leghíresebb és legtöbbet idézett mondata azonban ez: „Az ember és a háza olyan, akár a harmat a hajnalka virágán, ki tudja, melyik éli túl a másikat?”

## Magyar kiadás
- Yasutane - Chomei - Bunting: A Fűkunyhóból. Budapest: Gondolat. 2017.  helytelen ISBN kód: 978-963-963-816-1  (Fordította: Szemerey Márton és Fülöp József) - A magyar kiadás három szöveget tartalmaz magyarul és eredeti nyelven, ezek közül a második a Hódzsóki.